# Star Trek temporada 3
La tercera i última temporada de la sèrie de televisió de ciència-ficció estatunidenca Star Trek, es va estrenar a NBC el divendres 20 de setembre de 1968 i va concloure el dimarts, juny 3, 1969. Constava de vint-i-quatre episodis. Star Trek és una sèrie de televisió de ciència-ficció estatunidenca produïda per Fred Freiberger, i creada per Gene Roddenberry, i la sèrie original de la franquícia Star Trek. Compta amb William Shatner com a Capità James Tiberius Kirk, Leonard Nimoy com a Spock i DeForest Kelley com a Leonard McCoy.

## Historial d'emissions
Aquesta és la primera temporada que s'emet després que NBC traslladés el programa de les 20:30 a 10:00 p.m els divendres a la nit. La temporada es va emetre originalment els divendres de 10:00 a 23:00. (EST) a la NBC. L'episodi final es va emetre el dimarts 3 de juny de 1969 a les 19:30-20:30. (EST).

## Repartiment
- William Shatner com a capità James Tiberius Kirk: oficial al comandament de l'USS Enterprise
- Leonard Nimoy com a Comandant Spock: l'oficial científic mig humà/meitat-vulcanià de la nau i primer/executiu (és a dir, el segon en el comandament)
- DeForest Kelley com a tinent comandant Dr. Leonard "Bones" McCoy: oficial mèdic en cap
- James Doohan com a Tinent Comandant Montgomery "Scotty" Scott: l'enginyer en cap i segon oficial de l’Enterprise (és a dir, tercer en comandament)
- Nichelle Nichols com a tinent Nyota Uhura: l'oficial de comunicacions del vaixell
- George Takei com el tinent Hikaru Sulu: el timoner del vaixell
- Walter Koenig com a alferes Pavel Chekov: un navegant nascut a Rússia presentat a l'episodi d'estrena de la segona temporada
- Majel Barrett com a infermera Christine Chapel: la cap d'infermera del vaixell (Barrett, que va interpretar al primer oficial del vaixell, Número U, a "La gàbia"). també va donar veu a l'ordinador del vaixell.)

## Doblatge al català
La sèrie va ser doblada al català pels estudis Tecni-3 (primera part) i Diálogo (segona part) i emesa a TV3 l’any 1989.
| Personatge                | Actor/actriu     | Veu en català                      |
| ------------------------- | ---------------- | ---------------------------------- |
| James T. Kirk             | William Shatner  | Jordi Boixaderas                   |
| Spock                     | Leonard Nimoy    | Isidre Sola i Llop                 |
| Leonard McCoy             | DeForest Kelley  | Eduard Lluís Muntada               |
| Montgomery Scott 'Scotty' | James Doohan     | Joan Carles Gustems Domènec Farell |
| Nyota Uhura               | Nichelle Nichols | Glòria Roig Azucena Díaz           |
| Hikaru Sulu               | George Takei     | Jaume Nadal Enric Cusí             |
| Pavel Chekov              | Walter Koenig    | Quim Roca Pep Madern               |
| Christine Chapel          | Majel Barrett    | Ana Maria Mauri Rosa Gavin         |

## Episodis
| Núm. total | Núm. de la temporada | Títol                                                                                           | Direcció            | Guió                                                                         | Data d'emissió original | Codi de prod. | Llars EUA (en milions) |
| --- | -------------------- | ----------------------------------------------------------------------------------------------- | ------------------- | ---------------------------------------------------------------------------- | ----------------------- | ------------- | ---------------------- |
| 56 | 1                    | «El cervell de l'Spock Spock's Brain»                                                           | Marc Daniels        | Gene L. Coon                                                                 | 20 de setembre de 1968  | 61            | 9.18                   |
| El capità Kirk persegueix els extraterrestres que han robat el cervell de Spock. |                      |                                                                                                 |                     |                                                                              |                         |               |                        |
| 57 | 2                    | «Incident a l'Enterprise The Enterprise Incident»                                               | John Meredyth Lucas | D. C. Fontana                                                                | 27 de setembre de 1968  | 59            | 6.67                   |
| La tripulació de l' Enterprise intenta robar un dispositiu de camuflatge Romulà. |                      |                                                                                                 |                     |                                                                              |                         |               |                        |
| 58 | 3                    | «La síndrome del paradís The Paradise Syndrome»                                                 | Jud Taylor          | Margaret Armen                                                               | 4 d'octubre de 1968     | 58            | 7.58                   |
| Un misteriós dispositiu alienígena en un planeta amb una cultura predominantment Indígena americà esborra la memòria del Capità Kirk, i comença una vida amb ells com a membre de la seva tribu. |                      |                                                                                                 |                     |                                                                              |                         |               |                        |
| 59 | 4                    | «I els nens ens guiaran And the Children Shall Lead»                                            | Marvin Chomsky      | Edward J. Lakso                                                              | 11 d'octubre de 1968    | 60            | 7.98                   |
| La tripulació de l' Enterprise rescata un grup de nens encallats en un planeta, juntament amb el seu malvat amic "imaginari". |                      |                                                                                                 |                     |                                                                              |                         |               |                        |
| 60 | 5                    | «No hi ha bellesa sense veritat! Is There in Truth No Beauty?»                                  | Ralph Senensky      | Jean Lisette Aroeste                                                         | 18 d'octubre de 1968    | 62            | 7.35                   |
| L' Enterprise viatja amb un ambaixador alienígena que ha de viatjar dins d'un cas especial perquè la seva aparença provoca bogeria. |                      |                                                                                                 |                     |                                                                              |                         |               |                        |
| 61 | 6                    | «L'espectre de les armes Spectre of the Gun»                                                    | Vincent McEveety    | Gene L. Coon                                                                 | 25 d'octubre de 1968    | 56            | 7.70                   |
| Per entrar en un món alienígena, Capità Kirk i els seus companys es veuen obligats a tornar a representar el famós tiroteig de l'O.K. Corral amb ells mateixos emesos com el bàndol perdedor. |                      |                                                                                                 |                     |                                                                              |                         |               |                        |
| 62 | 7                    | «El dia del colom Day of the Dove»                                                              | Marvin Chomsky      | Jerome Bixby                                                                 | 1 de novembre de 1968   | 66            | 7.98                   |
| Una forma de vida alienígena basada en l'energia que s'alimenta d'emocions negatives (com la por, la ira, l'odi) condueix a la tripulació de l' Enterprise a un conflicte brutal amb els Klíngons. |                      |                                                                                                 |                     |                                                                              |                         |               |                        |
| 63 | 8                    | «Perquè el món és buit i jo he tocat el cel For the World Is Hollow and I Have Touched the Sky» | Tony Leader         | Hendrik Vollaerts                                                            | 8 de novembre de 1968   | 65            | 7.52                   |
| Quan McCoy descobreix que s'està morint d'una malaltia incurable, la tripulació de l' Enterprise s'afanya a evitar que un asteroide xoqui amb un món de la Federació, només per descobrir que l'asteroide és, en de fet, un vaixell alienígena disfressat. Troben una civilització sencera que viu a la nau que creu que en realitat es troben en un planeta i un "oracle" dictatorial que prohibeix qualsevol intent de descobrir la veritat. |                      |                                                                                                 |                     |                                                                              |                         |               |                        |
| 64 | 9                    | «La xarxa tholiana The Tholian Web»                                                             | Herb Wallerstein    | Judy Burns i Chet Richards                                                   | 15 de novembre de 1968  | 64            | 7.64                   |
| El capità Kirk es veu atrapat entre dimensions mentre que l'Enterprise està atrapada per una xarxa de drenatge d'energia teixida per misteriosos extraterrestres. L'episodi de dues parts de Enterprise "In a Mirror, Darkly" serveix com a seqüela d'aquest episodi. |                      |                                                                                                 |                     |                                                                              |                         |               |                        |
| 65 | 10                   | «Els fillastres de Plató Plato's Stepchildren»                                                  | David Alexander     | Meyer Dolinsky                                                               | 22 de novembre de 1968  | 67            | 7.41                   |
| La tripulació de l' Enterprise es troba amb una raça sense edat i entremaliada de humanoides psíquics que afirmen haver organitzat la seva societat al voltant dels ideals de l'Antiga Grècia. |                      |                                                                                                 |                     |                                                                              |                         |               |                        |
| 66 | 11                   | «Un tres i no res Wink of an Eye»                                                               | Jud Taylor          | Història de : Gene L. Coon Guió de : Arthur Heinemann                        | 29 de novembre de 1968  | 68            | 8.72                   |
| Aliens invisibles "accelerats en el temps" es fan càrrec de l' "Enterprise" i intenten segrestar la tripulació per utilitzar-la com a "estoc genètic". |                      |                                                                                                 |                     |                                                                              |                         |               |                        |
| 67 | 12                   | «Empatia The Empath»                                                                            | John Erman          | Joyce Muskat                                                                 | 6 de desembre de 1968   | 63            | 9.86                   |
| Mentre visita un planeta condemnat, el grup d'aterratge està sotmès a experiments tortuosos per provar una raça empàtica. |                      |                                                                                                 |                     |                                                                              |                         |               |                        |
| 68 | 13                   | «Elaan de Troyius Elaan of Troyius»                                                             | John Meredyth Lucas | John Meredyth Lucas                                                          | 20 de desembre de 1968  | 57            | 7.81                   |
| Mentre transporta una princesa arrogant i exigent mimada per a un matrimoni polític, Capità Kirk ha de fer front tant a la seva habilitat bioquímica per obligar-lo a estimar-la com a sabotatge al seu vaixell. |                      |                                                                                                 |                     |                                                                              |                         |               |                        |
| 69 | 14                   | «Qui Déu destrueixi... Whom Gods Destroy»                                                       | Herb Wallerstein    | Història de : Lee Erwin i Jerry Sohl Guió de : Lee Erwin                     | 3 de gener de 1969      | 71            | 6.84                   |
| El capità Kirk visita un centre de salut mental i s'enfronta a un capità de nau estel·lar iboig que creu que està destinat a controlar l'univers. |                      |                                                                                                 |                     |                                                                              |                         |               |                        |
| 70 | 15                   | «Que aquest sigui el vostre últim camp de batalla Let That Be Your Last Battlefield»            | Jud Taylor          | Història de : Gene L. Coon Guió de : Oliver Crawford                         | 10 de gener de 1969     | 70            | 7.92                   |
| L’ Enterprise recull els dos últims supervivents d'un planeta devastat per la guerra que encara estan compromesos a destruir-se mútuament a bord de la nau. |                      |                                                                                                 |                     |                                                                              |                         |               |                        |
| 71 | 16                   | «La marca de Gideon The Mark of Gideon»                                                         | Jud Taylor          | George F. Slavin i Stanley Adams                                             | 17 de gener de 1969     | 72            | 6.78                   |
| Una raça sobrepoblada d'extraterrestres segresta a Kirk per resoldre el seu problema. |                      |                                                                                                 |                     |                                                                              |                         |               |                        |
| 72 | 17                   | «Allò que perdura That Which Survives»                                                          | Herb Wallerstein    | Història de : D. C. Fontana Guió de : John Meredyth Lucas                    | 24 de gener de 1969     | 69            | 7.81                   |
| La tripulació de l' Enterprise visita un lloc avançat abandonat custodiat per un ordinador misteriós. |                      |                                                                                                 |                     |                                                                              |                         |               |                        |
| 73 | 18                   | «Les llums de Zetar The Lights of Zetar»                                                        | Herb Kenwith        | Jeremy Tarcher i Shari Lewis                                                 | 31 de gener de 1969     | 73            | 8.09                   |
| Formes de vida alienígenes estranyes basades en energia amenacen l'estació Memory Alpha i la tripulació de l’ Enterprise. |                      |                                                                                                 |                     |                                                                              |                         |               |                        |
| 74 | 19                   | «Rèquiem per Matusalem Requiem for Methuselah»                                                  | Murray Golden       | Jerome Bixby                                                                 | 14 de febrer de 1969    | 76            | 6.95                   |
| La tripulació de l'Enterprise es troba amb un humà immortal que viu com un reclus al seu propi planeta. |                      |                                                                                                 |                     |                                                                              |                         |               |                        |
| 75 | 20                   | «Camí de l'Edèn The Way to Eden»                                                                | David Alexander     | Història de : D. C. Fontana i Arthur Heinemann Guió de : Arthur Heinemann    | 21 de febrer de 1969    | 75            | 7.07                   |
| L' Enterprise és segrestat per un metge criminal i els seus fidels seguidors, semblants a hippies, que intenten trobar el paradís. |                      |                                                                                                 |                     |                                                                              |                         |               |                        |
| 76 | 21                   | «Els guardians dels núvols The Cloud Minders»                                                   | Jud Taylor          | Història de : David Gerrold i Oliver Crawford Guió de : Margaret Armen       | 28 de febrer de 1969    | 74            | 7.58                   |
| Kirk corre contra el temps per adquirir minerals contra la plaga d'un món enmig d'un aixecament civil. |                      |                                                                                                 |                     |                                                                              |                         |               |                        |
| 77 | 22                   | «La cortina salvatge The Savage Curtain»                                                        | Herschel Daugherty  | Història de : Gene Roddenberry Guió de : Gene Roddenberry i Arthur Heinemann | 7 de març de 1969       | 77            | 6.73                   |
| Extraterrestres obliguen a Kirk i Spock a lluitar contra vilans imaginaris en una prova de bé contra mal. |                      |                                                                                                 |                     |                                                                              |                         |               |                        |
| 78 | 23                   | «Tots els nostres ahirs All Our Yesterdays»                                                     | Marvin Chomsky      | Jean Lisette Aroeste                                                         | 14 de març de 1969      | 78            | 7.41                   |
| Kirk, Spock, i McCoy estan atrapats en el passat en un món amenaçat per una nova. |                      |                                                                                                 |                     |                                                                              |                         |               |                        |
| 79 | 24                   | «Intrús a bord Turnabout Intruder»                                                              | Herb Wallerstein    | Història de : Gene Roddenberry Guió de : Arthur Singer                       | 3 de juny de 1969       | 79            | 5.02                   |
| La consciència de Kirk queda atrapada en el cos d'una dona decidida a matar-lo i prendre el seu comandament mentre habita el "seu" cos. |                      |                                                                                                 |                     |                                                                              |                         |               |                        |

1. 1 2 3 4  Acreditat com Lee Cronin
2. 1 2  Acreditat com a Michael Richards

## Mitjans domèstics
La temporada va ser llançada en DVD i Blu-ray per Paramount Home Entertainment.
La tercera temporada es va estrenar en format original i també en un format remasteritzat el 2008.